# Gulagu.net
Gulagu.net (russe : Гулагу — нет, par jeu de mots avec le nom de domaine, litt. « non au goulag ») est un site web russe créé par le militant des droits de l'homme et lanceur d'alerte Vladimir Ossetchkine en 2011, dont l'activité principale est de lutter contre la torture et la corruption dans le système pénitentiaire russe, et d'y protéger les droits des détenus.

## Contexte
Le projet a été créé en 2011 après la libération de prison de l'homme d'affaires Vladimir Ossetchkine. Avant cela, il dit avoir été faussement accusé à deux reprises. Au début des années 2000, il a été arrêté pour meurtre. La police russe a essayé de lui arracher des aveux, mais son avocat l'a aidé à prouver son innocence et il a été libéré après trois mois de garde à vue.
En 2004, Vladimir Ossetchkine a ouvert la concession de voitures Bestmotors près de Krasnogorsk dans la région de Moscou. En 2007, le département local de la sécurité économique du ministère de l'Intérieur a commencé à vérifier la concession, et Osetchkine lui-même a reçu des informations selon lesquelles les policiers voulaient ouvrir une affaire de fraude contre lui, mais il pourrait éviter les poursuites en donnant un pot-de-vin . Vladimir, confiant dans l'honnêteté de son entreprise, a refusé de payer, mais les employés du ministère de l'Intérieur ont commencé à faire pression sur les employés de son magasin et ces derniers ont accepté de vendre plusieurs voitures "au noir". Pour cela, Vladimir Ossetchkine a été accusé de crimes économiques (articles 159 partie 4, art. 160 partie 4 et partie 3, et art. 174-1 partie 4 du Code pénal de la fédération de Russie). Pendant près de deux ans, il est détenu au centre de détention provisoire de Krasnogorsk, où il est victime de violences carcérales (à la suite desquelles sa vue s'est détériorée et plusieurs de ses dents ont été cassées) afin de lui arracher des aveux. En 2010, Osetchkine est condamné à 7 ans de prison, mais il rédige constamment des plaintes pour atrocités dans le centre de détention et violation de ses droits, ainsi que contre les organisateurs de son emprisonnement (qui ont finalement été reconnus coupables d'avoir accepté des pots-de-vin). Un an plus tard, il est libéré sur parole.

## Création du site
Après sa libération, Vladimir Ossetchkine a décidé de porter plainte contre les agents des forces de l'ordre impliqués dans des stratagèmes de corruption, à cause desquels des innocents se retrouvent en prison. Cependant, selon Osechkin, le procureur général Yuri Chaika et d'autres hauts fonctionnaires ont empêché l'examen de l'affaire. Pour lutter contre les actions illégales contre les accusés et les prisonniers, Vladimir a décidé de créer une organisation de défense des droits de l'homme, qu'il a d'abord appelée "True-Justice.Net" (plus tard renommé "Gulagu.net"), ainsi que le site Corruption.ru (plus tard - No-corruption.ru), pour lutter contre les affaires pénales sur mesure. Bientôt, le site s'est transformé en un réseau social pour les proches des condamnés, où ils pouvaient parler d'actions illégales contre leurs proches. Le site a rapidement commencé à gagner en popularité, à la suite de la couverture des problèmes dans les grands médias et de l'échec de la réforme du Service fédéral des pénitenciers, ainsi que des manifestations dans les prisons russes (en Bachkirie, région de Tcheliabinsk (colonie à Kopeysk) et autres), de nombreux cas ont reçu de la publicité, et Vladimir Osetchkine est invité à la Douma d'État au conseil pour le développement du contrôle public .

## Activité
Le projet a contribué à divulguer de nombreuses preuves de torture dans les prisons russes et les centres de détention provisoire, d'abus d'autorité par le Service pénitentiaire fédéral, du travail de "développeurs" et d' "interrogatoires musclés" à travers lesquelles les forces de l'ordre obtiennent des aveux, de corruption massive et à grande échelle,,. L'un des cas les plus médiatisés est la torture de prisonniers dans IK n°1 de la région de Yaroslavl, dans les prisons de la région d'Irkoutsk, IK-11 du territoire de Stavropol, dans IK-14 de la région de Nijni Novgorod, dans IK-33 de Khakassie, dans IK-13 de la région de Novossibirsk, dans SIZO-1 de Vladimir. Le projet a également travaillé sur la création d'un système de protection des prisonniers contre la torture et les menaces des forces de l'ordre.

## Limites de travail du projet
Depuis 2015, les militants des droits humains de Gulagu.net sont persécutés pour leurs activités. Les coordinateurs du projet ont été recherchés, une nouvelle affaire pénale de fraude est développée contre le fondateur du projet, à la suite de quoi il est contraint de quitter la Russie. Il s'installe en France. Le 12 novembre 2021, le ministère de l'Intérieur de la fédération de Russie a de nouveau mis le fondateur du projet Gulagu.net Vladimir Osetchkine sur la liste des personnes recherchées,.
En 2020, la décision par contumace est prise d'arrêter Vladimir Osetchkine par un tribunal de Moscou. Le 24 mai 2021, Vladimir Osetchkine a annoncé la suspension de la coordination du projet en Russie et la dissimulation de tous les noms sur le site, puisqu'« il ne peut plus risquer la vie des coordinateurs en Russie ». Aussi, pour leur sécurité, il est décidé de les déplacer vers un endroit plus sûr pour les activités des droits de l'homme - en Europe. Cependant, selon lui, le site Web et la hotline du projet fonctionneront toujours. Le 29 juillet 2021, le site du projet Gulagu.net est bloqué en Russie.
En novembre 2021, Facebook a supprimé la page de Vladimir Osetchkine sans explication, avant de la rétablir le lendemain. Vladimir Osetchkine lui-même explique cela comme une tentative de pression des services spéciaux russes, qui s'est intensifiée après la publication d'une archive de vidéos de torture dans les prisons russes,.
Le bureau du procureur de la région de Saratov l'a d'abord mis sur la liste des personnes recherchées,, puis a abandonné les poursuites pénales contre le programmeur Sergei Savelyev, qui a donné aux militants des droits de l'homme Gulagu.net une archive vidéo avec la torture de prisonniers.
Le 30 octobre 2021, on a appris que Roskomnadzor avait exigé que YouTube bloque la vidéo Gulagu.net avec l'histoire de l'ancien prisonnier du SIZO-1 d'Irkoutsk, Adam Gisaev, sur les passages à tabac et le suicide mis en scène auxquels il avait été soumis. La raison du blocage n'est pas précisée.
Le 8 février 2022, Vladimir Osechkin a déclaré avoir appris de plusieurs sources son meurtre imminent.

## Torture de condamnés dans un hôpital pénitentiaire près de Saratov
Le 2 septembre 2021, une vidéo avec des scènes de violences sexuelles est apparue sur la chaîne Gulagu.net ; selon Osetchkine, les images ont été prises à l'hôpital régional de la tuberculose n ° 1 (OTB-1) du Service pénitentiaire fédéral de la région de Saratov.
Le 5 octobre 2021, Vladimir Osechkin a annoncé avoir reçu une "archive vidéo secrète" des services spéciaux, constituée de 40 gigaoctets de vidéos, de photographies et de documents relatifs à la torture et au viol dans les lieux de détention. L'archive aurait été obtenue d'un programmeur-prisonnier, qui pendant cinq ans a eu accès aux ordinateurs du Saratov OTB-1, où il se trouvait tout ce temps, connecté au réseau départemental du Service pénitentiaire fédéral. Osetchkine a commenté ces archives, déclarant qu'"elles ont été organisées par l'État, les responsables du Service pénitentiaire fédéral et le FSB, qui ont approuvé des programmes de torture qui ont tout filmé, documenté et archivé", et les victimes "ont ensuite été soumises à un chantage, recrutées, contraintes de coopérer avec le département opérationnel du Service pénitentiaire fédéral et du FSB, menaçant d'être transféré dans la caste des « humiliés ». Par la suite, on a appris qu'il s'agissait de Sergey Savelyev, qui avait été accusé (faussement selon lui) de trafic de drogues. Dans la prison de Saratov OTB-1, en tant qu'informaticien, il était officieusement impliqué dans un travail non rémunéré au sein du service de sécurité .
Le 22 octobre 2021, la chaîne YouTube de Ksenia Sobtchak, avec le concours de Gulagu.net, diffuse un reportage spécial "Bombe de 100 gigaoctets : le premier entretien avec Sergei Savelyev, qui a volé les "archives de la torture" du Service pénitentiaire fédéral".
En conséquence, cinq poursuites pénales ont été engagées sur les faits de violence dans OTB-1, trois employés de l'UFSIN et le chef d'OTB-1 ont été licenciés.
Pourtant, au même moment, Sergueï Saveliev est mis sur la liste des personnes recherchées par les autorités russes dans le cadre d'une affaire pénale pour « accès illégal à des informations informatiques ».

### La liste de Saveliev
Le 1er novembre 2021, l'équipe du projet Gulagu.net, en collaboration avec Sergey Savelyev, publie la 1ère partie du documentaire qu'ils sont en train de créer, "La liste de Savelyev", dans lequel ils ont commencé à publier une liste spécifique de fonctionnaires du Service pénitentiaire fédéral de Russie, que, sur la base des résultats de leur enquête, l'équipe du projet Gulagu.net considère comme impliqué dans des pratiques de torture. Dans les 10 premières heures après la publication, la 1ère partie du film a été vue par plus de 400 000 personnes. Le même jour, sur le réseau social Facebook, le fondateur du projet Gulagu.net, Vladimir Ossetchkine, est empêché d'accéder à son profil sans avertissement,,,.
Le 19 novembre 2021, l'équipe du projet Gulagu.net, en collaboration avec Sergey Saveliev, publie la 2ème partie du documentaire "La liste de Savelyev". Dans la deuxième partie du film, les personnes et les titres des personnes impliquées dans la torture dans OTB-1 sont montrés, les dates et heures précises de la torture, du viol, l'abus de pouvoir avec l'utilisation de moyens spéciaux et la négligence des employés sont indiqués . Au moment de la publication de la deuxième partie du film, le nombre de vues de la 1ère partie avait déjà atteint plus de 1 000 000 de personnes,.
Le 25 novembre 2021, le président russe Vladimir Poutine limoge Alexander Kalachnikov, chef du Service fédéral de l’exécution des peines (en) (FSIN). Le texte du décret correspondant est publié sur le site Internet du Kremlin.

## Invasion de l'Ukraine par la Russie
Au cours de l'invasion de l'Ukraine par la Russie en 2022, Gulagu.net reçoit depuis la fin juin 2022 des dizaines de messages faisant état de campagnes de recrutement auprès des détenus de droit commun, menées par la milice privée Wagner dans plusieurs colonies pénitentiaires à Saint-Pétersbourg, Tver, Riazan, Smolensk, Voronej et Lipetsk.
Pavel Filatiev, soldat de métier, parachutiste enrôlé dans le régiment d'élite de la Garde russe, basé en Crimée, combat en Ukraine. Évacué pour raison de santé, sa démission est refusée. Il rédige sur le réseau social VKontakte un témoignage dénonçant la corruption, le désordre, le je-m'en-foutisme des troupes russes et la guerre en Ukraine. Il estime à seulement 10 % la proportion de militaires soutenant la guerre, la majorité des soldats craignant de parler ouvertement. À propos des combats, de la brutalité de la guerre et de la désorganisation générale, il commente « J’ai compris que je ne voulais pas participer à cette folie. Personne n’a besoin de cette guerre, surtout pas la Russie et ses citoyenss. » Menacé de quinze ans de prison pour informations mensongères sur l’armée, il est exfiltré de Russie par les équipes du site Gulagu.net et il demande l'asile politique en France. À son arrivée à l’aéroport de Paris Charles de Gaulle, il diffuse en direct sur Gulagu.net une vidéo où il justifie ses motivations puis déchire ses papiers d’identité russes, son livret militaire et son attestation d’ancien combattant en Tchétchénie où il a servi trois ans et il jette les débris dans les toilettes. Les droits d'auteurs de son livre Zov : l'homme qui a dit non à la guerre sont distribués à des ONG venant en aide aux victimes de la guerre en Ukraine.

## Liens
- [vidéo] « «ФСБ намерены нас полностью уничтожить». Роскомнадзор потребовал удалить видео об издевательствах », sur YouTube (30.10.2021)